# Austin Jones
Austin Jones (Estados Unidos, 19 de enero de 1996) es un piloto de rally estadounidense. Entre sus principales logros se encuentran las victorias en el Rally Dakar en 2022 y 2023. También ganó la Copa Mundial de Rally Cross-Country de la FIA 2021 en la categoría SSV T4 y dos veces la Baja 1000 en la categoría Trophy Truck Spec.

## Carrera deportiva

### Trophy Truck
Jones comenzó su carrera deportiva a los 22 años tomando el asiento del copiloto como el navegador de su padre Jesse en 2018. Poco después comenzó a competir como piloto con un Thunderstruck 6100, Jones comenzó a participar y ganar algunas de las carreras más importantes de América del Norte, incluidas la San Felipe 250, la Baja 500 y la Baja 1000.

### Rally raid
En 2019, Jones cambió su enfoque al desafío de los rallies todoterreno al estilo europeo, al pasar de los trophy trucks a los vehículos side by side (SSV). Se asoció con el copiloto brasileño Gustavo Gugelmin, un navegante experimentado.
En 2021, el dúo se encontró viajando por el mundo para competir en la temporada de la Copa Mundial de Rally Cross-Country de la FIA. Después de quedar primero en tres de los cuatro rallies sancionados por puntos, Jones se convirtió en el primer estadounidense en ser nombrado campeón FIA de cross-crountry.
Continuaría con ese impulso, reclamando el primer lugar general en el Rally Dakar de 2022. Jones, tras varias etapas siendo el líder de la general, perdió el primer puesto luego de problemas mecánicos en la ante su compañero Gerard Farrés. Finamente logró la victoria por un estrecho margen de 2:37 minutos, a pesar de no haber ganado ninguna de las 12 etapas.
Inicialmente se informó que Farrés sufrió problemas eléctricos en la etapa final, lo que resultó en una victoria para Jones. Sin embargo, más tarde se reveló que Farrés cedió la victoria a Jones, tal como había acordado con el equipo. Con dos podios en Abu Dabi y Andalucía, Jones finalizó tercero en el Campeonato Mundial de T4.
Para 2023, ascendió a la categoría Prototipos Ligeros (T3), de mayor potencia. Compitiendo para el equipo Red Bull Off-Road Jr Team USA by BFG, logró ganar el Rally Dakar en la categoría.

## Resultados

### Rally Dakar
| Año     | Clase                | Vehículo | Posición | Victorias de etapa |
| ------- | -------------------- | -------- | -------- | ------------------ |
| 2020    | SSVs                 | Can-Am   | 8.º      | -                  |
| 2021    | SSVs                 | Can-Am   | 2.º      | 2                  |
| 2022    | SSVs                 | Can-Am   | 1.º      | -                  |
| 2023    | Ligeros / Challenger | Can-Am   | 1.º      | 1                  |
| 2024    | Ligeros / Challenger | Can-Am   | 5.º      | -                  |
| Fuente: |                      |          |          |                    |

### Campeonato Mundial de Rally Raid (FIA)
| Año     | Clase      | Vehículo | Posición | Puntaje | Victorias                            |
| ------- | ---------- | -------- | -------- | ------- | ------------------------------------ |
| 2021    | SSVs       | Can-Am   | 1.º      | 98,5    | 3 (Andalucía, Kazajistán, Abu Dhabi) |
| 2022    | SSVs       | Can-Am   | 3.º      | 167     | 1 (Dakar)                            |
| 2023    | Challenger | Can-Am   | 3.º      | 190     | 1 (Dakar)                            |
| 2024    | Challenger | Can-Am   | 4.º      | 76      | 1 (Abu Dhabi)                        |
| Fuente: |            |          |          |         |                                      |